# Европейское бюро по окружающей среде
Европейское бюро по окружающей среде (англ. European Environmental Bureau (EEB)) — крупнейшая сеть общественных организаций по окружающей среде в Европе, основанная в 1974 году в Брюсселе. В настоящее время в его состав входят более 160 организаций-членов из более чем 35 стран (все государства-члены Европейского союза (ЕС), а также некоторые присоединяющиеся и соседние страны), включая растущее количество европейских сетей, представляющих более 30 миллионов индивидуальных членов и сторонников.

## Деятельность
Деятельность Бюро по окружающей среде направлена на продвижение знаний и понимания текущей и потенциальной политики ЕС в области окружающей среды и устойчивого развития среди широкой общественности в ЕС, чтобы это в целом побудило её мобилизоваться для постоянного улучшения.
EEB решает самые насущные экологические проблемы Европы путем установления повестки дня, мониторинга, консультирования и влияния на то, как ЕС решает эти вопросы.
К данным вопросам относятся такие, как изменение климата, биоразнообразие, экономика замкнутого цикла, воздух, вода, почва, химическое загрязнение, а также политика в области промышленности, энергетики, сельского хозяйства, дизайна продукции и предотвращения образования отходов. Бюро также активно работает над такими всеобъемлющими вопросами, как устойчивое развитие, хорошее управление, демократия на основе участия и верховенство закона в Европе и за ее пределами.

## Членство
Европейское бюро по окружающей среде имеет 4 категории членства: полноправные участники, ассоциированные участники, аффилированные участники и почётные участники. Первые три категории предназначены для организаций; четвертое, почетное членство, — это статус, присваиваемый небольшому количеству людей на основании моральной поддержки, которую они оказали или проделанной ими работы по защите окружающей среды. Почётными членами бюро являются Хуберт Дэвид, Робин Гроув-Уайт, Джон Хонтелес, Микаэль Карлссон, Майкл Скуллос, Женевьева Вербрюгге, Эдгар Кестелут и Геррит Вонкеман.